# Lado Košir
Lado Košir (r. 1951), slovenski industrijski oblikovalec
Po izobrazbi je arhitekt. Posvetil se je predvsem delu za pohištveno industrijo. Oblikoval je uspešne stole za podjetja Javor in Novoles. Sodeloval je pri oblikovanju kritiško in tržno uspešnega sistemskega pohištva, kot so programi LIK.LAK, 3K in ROKI.
Pod vodstvom arhitekta Marjana Gašperšiča je delal v Centru za oblikovanje pri Slovenijalesu. Na začetku devetdesetih je bil samostojni oblikovalec in podpredsednik Društva oblikovalcev Slovenije. Kot arhitekt se je ukvarjal z notranjo opremo in interjerjem. S sodelavcema je delal v svojem ljubljanskem Studiu Okno.Takrat je opozarjal na krizo industrijskega oblikovanja v Sloveniji. Motilo ga je, da so domači oblikovalci na Bienalu industrijskega oblikovanja kazali prototipe, medtem ko so tujci pokazane izdelke že imeli v prodaji.

## Oblikovalski dosežki
- stol SOLID, hrastovina, SVEA Zagorje[4]
- stol KIPER, podjetje Javor[navedi vir]
- 1985: program MM (mini mobilium), TOZD Pohištvo Šempeter, LIK Savinja Celje[5]
- razvoj prve aerodinamične počitniške prikolice za podjetje Adria[navedi vir]
- oblikovanje zlatega ključa in knjige mesta Ljubljana[navedi vir]
- blagovna znamka Urban (Riko Hiše) - Kitchen Jewellery (leseni kuhinjski pripomočki), Glass Symphony (kolekcija izdelkov iz stekla v sodelovanju s Steklarsko šolo Rogaška Slatina), Flaming Steel (kolekcija nožev)[6]

## Razstave

### Bienale industrijskega oblikovanja v Ljubljani
- BIO 13, 1992: DOS Društvo oblikovalcev Slovenije: jubilejna društvena razstava od ustanovitve do danes, Pentagonalni stolp Ljubljanskega gradu, maj 1992 - kot avtor razstave in postavitve[1]
- BIO 17, 2000: Dragocenosti kuhinje –Urban, oblikovanje Lada Koširja, Vinoteka Bradeško, 11. 10. 2000; organizatorji: Lado Košir in Riko Hiše s sodelovanjem Vinoteke Bradeško[1]

### Časopisni članki
- "Ali potrebujemo industrijsko oblikovanje". str. 7. Delo (Ljubljana). 3. september 1991. letnik 33, številka 206. Dokument v zbirki Digitalne knjižnice Slovenije.